# Park Kap-sook
Park Kap-sook, född den 25 november 1970, är en sydkoreansk handbollsspelare.
Hon tog OS-guld i damernas turnering i samband med de olympiska handbollstävlingarna 1992 i Barcelona.